# 金斗漢
金 斗漢（きん とかん、キム・ドゥハン、1918年6月23日〈陰暦5月15日〉 - 1972年11月21日）は、大韓民国の政治家で、第3代および第6代国会議員。独立運動家の金佐鎮の息子。本貫は安東金氏。号は「義松」（ウィソン）。

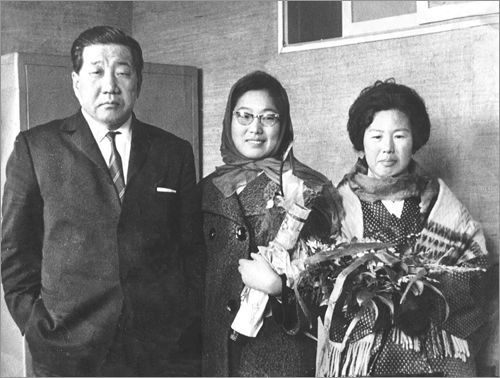
金斗漢（左）と金乙東、李載熙

## 人物・生涯
陰暦1918年5月15日（1918年6月23日）、京城府鐘路にて金佐鎮の息子として生まれたとされる。1924年に7歳で祖母と一緒に満州で1回だけ金佐鎮と対面した。朝鮮総督府から不逞鮮人として監視される一方、家庭内の事情も良くなく、梶童（キョドン）国民学校（現 キョドン小学校）を2年生で中退。開城に移ったが、10歳の時、1人で京城にきた際に乞食たちに捕まり路上生活者となり、袁氏を名乗る老人に「日帝の勉強はする必要がない。すぐに独立するのでその時勉強しなさい」と言われ、学校には通わずに水標橋の下や路頭で17歳まで過ごした。
18歳にして朝鮮全土に約3万人の構成員を抱える暴力団、鐘路派（チョンノ・パ）の頭目に就任。日本統治時代の末期にはソウルの繁華街、鐘路を中心に朝鮮のチュモッケの王（げんこつ界の王、拳の皇帝、最強の腕っぷし）となった。
不良愚連隊や暴力団のごとく一般市民に対し悪行を働くのではなく、金佐鎮の息子であることを誇りに、強い抗日の姿勢から、日本軍の武器庫を爆破。日本系暴力団（商業権を狙って縄張りを拡大していた）と抗争を繰り広げ、朝鮮人商人を保護する侠客として活動したとされる。
後の自由党政権下で政治暴力団の頭目として急成長した李丁載（イ・ジョンジェ）は、金斗漢が組織する鐘路派の下位団体の準構成員出身である。
戦中に満州や朝鮮半島北部で優勢を誇った朝鮮半島北部の愚連隊の頭目であるシラソニこと李聖淳（イ・ソンスン）とは私的に義兄弟として呼び合う仲だった。
1944年、全州李氏の李載熙と結婚。1945年9月5日、のちに国会議員となるキム・ウルドンが生まれる。

### 解放後
日本の降伏の後、すぐ鐘路派を率いて朝鮮建国準備委員会に参加。治安維持にあたった。建国準備委員会が解消した後は、水標橋で共に過ごした竹馬の友であり、社会主義活動家の朴憲永の秘書となっていた丁鎮龍の勧めもあり朝鮮共産党に入党。朝鮮青年前衛隊隊長に就任。この際、人民軍南朝鮮司令官に任命する提案もあったという。
間もなく父の死が共産主義者による暗殺だった事実を知り、共産主義から民族主義に転向。民族主義に転向したことで、米軍政庁の警務部長趙炳玉や、のちの新民党総裁の柳珍山を知り、民族主義陣営指導者達たちとの交流を深め、反共産主義闘争の白色テロの代行者となり、デモ隊鎮圧などで多数を殺害した。
李承晩、金九、柳珍山が主導する大韓民主青年同盟の監察部長になり、保守・右翼陣営の最先鋒として活動。団体の資金を調達するために、後に反民族行為特別調査委員会の逮捕対象となる朴興植など親日派資本家の家を襲撃した。私的流用しない根拠として、鍾路区三清洞の自分の家を抵当とし、李承晩の直筆揮毫を見せて領収書を書いた。
金斗漢とその別働隊は反共産主義闘争に力を尽くす過程で、左右合作（左翼・右翼、両陣営の合同）を提唱した呂運亨、金奎植らの拉致・暗殺未遂事件を起こす。これに憤慨した金九から注意を受け、以降は一切加害しなかった。
金斗漢が共産党を離脱し、民族主義陣営に加わったことで、共産党前衛隊（左翼）と青年同盟別働隊（右翼）の争いが加熱。米軍から逮捕状が出て潜伏中だった金斗漢は潜伏先で共産党前衛隊に襲撃され、頭部に銃弾を受けた。通報で駆けつけた米軍により病院に搬送され、緊急手術を受けて一命を取り留める。回復後、朝鮮共産党系の陸軍準備隊の武力鎮圧など、左翼運動家に対する数々の殺傷行為容疑で米軍に逮捕される。
1948年、死刑判決を受け、沖縄米軍管轄の沖縄刑務所に収監。死刑執行予定日の数日前に大韓民国政府が樹立。李承晩らの計らいにより刑死をまぬがれる。
大韓民国政府樹立以後、当時最大の労働組合組織である大韓独立促成全国労働総同盟最高委員に就任。労働者の要求に耳を傾け諸課題を解決。労組所属の全国の労働者から絶大な人気を得る。
朝鮮戦争中に、大韓学徒義勇軍参謀長に就任。約1,500名の学徒兵を連れ、参戦。対北テロ集団の白衣社の幹部に就任し金日成の暗殺未遂を起こすなど反共活動を続ける。
枠にとらわれない様々な功績を残し、李承晩大統領から報酬や要職の提供を打診されたが、独裁色が濃くなった李承晩政権に難を示し受けなかった。
大統領特使、国連韓国代表を務めていた趙炳玉が大統領李承晩との意見の衝突で辞職。金斗漢は反李承晩勢力の主要人物となった趙炳玉や柳珍山らと行動を共にする。

### 政界進出
1954年、36歳の時に鐘路選挙区乙区から第3代国会議員選挙に民主国民党の指名を断って無所属で出馬。初当選を果たす。同選挙区の対立候補には金斗漢より有能な人物が立候補していたが、鐘路遊興街の女性たちの圧倒的な支持を受け、僅差で当選した。
議員選挙初当選後、その祝賀会で鐘路派を解散し、派からの引退を表明する。部下たちからは反対の声はあがらず、祝杯を受ける。幹部のほとんどが金斗漢より年上であったが、常に親分・兄貴と慕われ、損得ぬきの忠誠を受けた。解散時の鐘路派の規模は構成員数3万人以上と言われ、当時アジアにおいて最大の組織勢力だった。
金斗漢の推薦でシラソニこと李聖淳は申翼煕、張勉の警護責任者に就任した。
1956年5月5日、民主党公認大統領候補となった申翼煕が選挙遊説の途上倒れ、張勉、金斗漢、李聖淳らに見取られながら死去した。脳溢血だった。その後、本人の細かい暴力事件と失言や、韓国仏教界の太古宗と曹渓宗の対立との関わり、自由党に在籍していたことなどにより信頼を失い、第4代総選挙で鐘路選挙区にて労農党候補として、第5代総選挙で洪城選挙区にて無所属として、第6代国会議員選挙で鐘路選挙区にて無所属として出馬するものの、すべて落選した。
1960年の4.19革命で李承晩が失脚、1960年の第4代大統領選挙では趙炳玉を支持したが、民主党旧派の代表格として尹潽善が第4代韓国大統領になったことで空席となった鐘路選挙区で行われた補欠選挙でも落選した。
1961年5月16日、軍事革命委員会による5・16軍事クーデターが起きると金鍾泌が接近。金斗漢は軍政と距離を置き、静観した。
1962年3月1日、軍政率いる国家再建最高会議より父、将軍・金佐鎮に建国勲章の授章があり、遺族代表として朴正煕議長から1等国家功労賞を授与される。
1963年、金鍾泌の「我が軍は政治に関与しない」という言葉を信じ、金鍾泌の提案で、愛国団を結成。全国に2万人の団員を集めたが、軍政内部の争いにより金鍾泌と敵対する金炯旭中央情報部長（当時）から圧力を受け解散。この内部闘争で金斗漢も韓国中央情報部に逮捕され拷問による取り調べを受けた。
1965年、韓日国交正常化に反対する野党議員の辞職に伴う第6代総選挙の補欠選挙で龍山選挙区から韓国独立党候補として出馬し当選。第6代国会に登壇するや否や軍事政権批判を行うと、 1966年1月8日、韓国独立党内乱陰謀事件に関与したとして西大門刑務所に収監。1月29日、国会で金斗漢議員の釈放決議案が野党のみならず与党共和党員までが賛成票を投じ可決された。4月28日に5年の刑が求刑された後、5月10日に無罪宣告され、金斗漢をはじめとするすべての議員が釈放された。

### 国会汚物投擲事件
国会で現職の国務総理らが関与したと言われるサッカリン密輸事件の議論が紛糾した際には、国会議事堂において丁一権国務総理らにアルミ缶に詰めた糞尿を投げつける前代未聞の国会汚物投擲事件を起こした。結果として与党共和党の国務総理をはじめとする首脳陣全員が内閣総辞職したが、この事件により1966年、国会議員を辞職。逮捕され、再び西大門刑務所に収監。その後、持病の高血圧により病気釈放。
釈放後、朴正煕大統領と金斗漢は面会し、金斗漢が政治にかかわらないことを条件にソウル市長に面倒を見るよう指示、異例の特別待遇をした。しかし事業には失敗し、安宿を転々としていたという。
1972年11月19日に突然倒れ意識不明となり、11月21日午前9時5分に死亡した。55歳で死去。死因は高血圧とされるが、暗殺説がある。

### 没後
父・金佐鎮に贈られた1等国家功労賞の年金全額を孤児院に寄付していたことから、金斗漢の葬儀には多くの孤児が参列した。
その遺志は長女のキム・ウルドンを経て孫のソン・イルグクが引き継ぎ、40余年に渡って1等国家功労賞の年金全額を慈善活動に注いでいる。その総額は数10億ウォンにおよぶ。
現在の韓国において金斗漢は裏社会の祖として非常に著名で、その世界で知らぬ者はいないと言われる。
娘のキム・ウルドンは俳優。2008年に親朴連帯から国会議員選挙に出馬して当選。ウルドンの息子で俳優のソン・イルグクは外孫にあたるとされる。

### その他
大韓復興建設団長、国民連合戦線議長、仏教養老院副院長、大韓ボクシング総連盟理事、全国高学生総連盟委員長を歴任した。

## 金斗漢が登場する作品
映画
- 実録・金斗漢 （1974年）
- 侠客・金斗漢 （1975年）
- 金斗漢 第3部 爆弾列車篇 （1975年）
- 金斗漢・第4部 （1975年）
- 金斗漢と西大門一番地 （1981年）
- 将軍の息子 三部作
  - 将軍の息子（朝鮮語版） （1990年）
  - 将軍の息子2 英雄武闘伝説（朝鮮語版） （1991年）
  - 将軍の息子3（朝鮮語版） （1992年）
韓国ではセガ・マスターシステムとNES（両方とも同じ会社だが、別内容）でゲーム化もされている。

テレビドラマ
- 野人時代 将軍の息子 キム・ドゥハン （2002年）
侠客時代の金斗漢を描いたSBS制作のテレビドラマ